# 星の王女
『星の王女』（ほしのおうじょ）は、美蕾が2003年8月25日に発売した、パーソナルコンピュータ向け、18歳未満購入禁止の女性向け恋愛アドベンチャーゲームである。

## 概要
業界初の18禁乙女ゲームである。

## 主な登場人物
立花 未来（たちばな みらい）
18歳。主人公。
立花 和希（たちばな かずき） 声 - 紫花薫
25歳。身長176cm体重65kg。
売れっ子のコピーライターで妹想い。病弱であり、25歳で他界する。
望月 蒼（もちづき そう） 声 - プログレス
24歳。身長176cm体重65kg
デザイナーの卵で、主人公の兄・和希に似ており、蒼を見た和希を知る人は皆、和希が生き返ったと錯覚する。
古賀 雅也（こが まさや） 声 - 一条和矢
34歳。身長179cm体重68kg。
東大出身の弁護士で、和希や主人公の相談に乗ったりなど手助けをしてくれている。
中家 翔馬（なかいえ しょうま）声 - 堀畑靖
26歳。身長180cm体重65kg。
ヤクザの幹部。大阪弁で凶暴な性格だが、野良犬にエサを与えるなど優しい一面もある。
月影 葵（つきかげ あおい） 声 - かわの亜衣
25歳。身長169cm体重48kg。
宝塚の男役として人気。だがまだ無名の頃から主人公は応援をしていた事から売れたのは主人公のおかげだと感謝している。
木村 望（きむら のぞむ） 声 - 瓶野良夢音
18歳。身長164cm、体重57kg。
主人公の高校の後輩。事故で指を動かすことが出来ない。里見の小説の大ファン。
田中 康平（たなか こうへい） 声 - 桜坂幸平
18歳。身長179cm体重70kg。
主人公の幼馴染。サッカーが上手く、高校のときに全国大会に出たこともある腕前。そのことから特に女子に人気。
里見 修二（さとみ しゅうじ） 声 - 富士爆発
25歳。身長182cm、体重70kg。
主人公が通う大学の英文学の助教授。売れっ子の小説家だったが現在は活動していない。
相馬 隼人（そうま はやと） 声 - 一条和矢
29歳。身長182cm体重68kg。
和希の主治医。看護婦と身体の関係を持ったりと少々女遊びをしている描写がある。
吾妻木 薫（あづまぎ かおる） 声 - 大谷美鈴
26歳。身長162cm体重47kg。
女弁護士で、古賀と共に仕事をしている。恋のライバルかと思いきや、主人公の事を妹のように思っていたりとやさしい一面もある。
藤村（ふじむら） 声 - 名古屋竜太
主人公のバイト先の『アルーラ』の店長。人がよく顔が広い。